# 林炳存
林炳存（1962年—），臺灣人，現為亞洲知名商業攝影師，於國內外舉辦無數大、小型展覽，為眾多知名藝人指定合作攝影師，有「MV教父」之稱。